# Arturo Bray
Arturo Venancio Bray Riquelme (Asunción, 1 de abril de 1898-2 de julio de 1974) fue un escritor, editorialista y militar paraguayo, partícipe de la Primera Guerra Mundial y de la guerra del Chaco. Fue asimismo, subjefe del Estado Mayor General en Paraguay; jefe de la Policía del Departamento Central, ministro del Interior, ministro en España, ministro en Portugal y encargado de la legación en Chile.

## Infancia y estudios
Arturo Bray nació en Asunción el 1 de abril de 1898. Su padre fue un inmigrante inglés, y su madre, de nacionalidad paraguaya.  Estudió en el Colegio San José de Asunción y fue parte de la primera promoción de bachilleres de dicha institución en el año 1913.
Fue becado a Europa para realizar estudios de medicina en Londres, donde al término de su primer año de estudios, le tomó por sorpresa la Primera Guerra Mundial, y hallándose en edad militar —y considerado ciudadano inglés por su ascendencia paterna—, fue incorporado de inmediato al Ejército Expedicionario Británico en Francia integrándose así a la 39.a División Infantería, 117.a Brigada. Su bautismo de fuego, en el sector de La Bassée.
Al firmarse el armisticio, tenía el rango de teniente primero en el arma de infantería. Herido dos veces en acción, en las célebres batallas del Somme y de la Marne, recibió dos condecoraciones inglesas, una de ellas, la Medalla del Rey Jorge V, y otra francesa, La Croix de Guerre con palmas. En la guerra del Chaco ganó la Medalla de Boquerón, la Cruz del Chaco (categoría citación de Cuerpo de Ejército) y la Cruz del Defensor. Además, fue condecorado con la Cruz de la Orden de Cristo por el gobierno de Portugal.

## Retorno al país
De vuelta a su patria se incorporó al Ejército Paraguayo por Ley de la Nación con el mismo grado militar obtenido en Europa. Muy pronto se vio envuelto en las querellas internas que fueron la constante de los primeros años del siglo XX paraguayo. Participó en las acciones de la revolución de los años 1922 y 1923.
Militar de reconocida capacidad organizativa, prestó servicios en diversas unidades e instituciones:
- Edecán del presidente Eligio Ayala, en 1924 hasta 1928;
- Hizo estudios especializados en Versalles, Francia;
- Oficial de planta de la Escuela Militar;
- Juez de Instrucción Militar;
- Comandante del 5.º Batallón de Infantería;
- Jefe de fortines del sector Pilcomayo;
- En 1927, fue secretario de la Comisión de Adquisición de Armas en Europa colaborando con el general Manlio Schenoni en la compra de pertrechos de guerra para la preparación de la defensa del Chaco.
- Director de la Escuela Militar hasta el estallido de la guerra del Chaco.

De gran volumen fue su aporte técnico y profesional en la elaboración de reglamentos y disposiciones de uso castrense.
La figura del militar y consagrado futuro escritor estuvo desde un comienzo rodeada de un halo de discordias y polémicas. Su nombre fue puesto en entredicho debido a la inconmovible intransigencia en la defensa de sus principios. De formación eminentemente militar conservó en los momentos críticos, el respeto por las instituciones civiles. No obstante, recibió la imprecación aguda de sus enemigos.
En los conflictos del 23 de octubre de 1931 se declaró Jefe de Plaza; para restituir el orden, obró con energía contra los insurgentes, en momentos en que una ola de anarquía generalizada asolaba la capital. Por imposición del momento creyó necesaria la implantación de un bando policial por el que se suspendían los derechos ciudadanos, acción que le atraería un sinnúmero de críticas y acusaciones.
En la guerra, al frente de los cadetes de la Escuela Militar comandó del Regimiento N.º  6 de Infantería “Boquerón” a quien se atribuye haber recibido la rendición del fortín boliviano del mismo nombre, de manos de su jefe, el mítico coronel Marzana.
Llegó a comandar la IV Región de Infantería en campaña.
Las desavenencias con el general en jefe, José Félix Estigarribia, a raíz del mutuo encono personal que se profesaban, hicieron que luego de los sucesos de Pirizal, en 1933, el comandante Bray fuera procesado y separado de sus funciones.
Terminada la guerra y derrocado el gobierno del presidente de Eusebio Ayala por el golpe revolucionario del coronel Rafael Franco acaecido el 17 de febrero de 1936, este último se constituyó en jefe de Estado.
Las primeras medidas tomadas por el nuevo gobierno fueron arbitrarias y extremas: la prisión y posterior expulsión del país de los principales autores de la exitosa campaña del Chaco; entre ellos la del propio doctor Ayala, del general Estigarribia, y de todos los allegados civiles y militares del gobierno liberal. Arturo Bray fue detenido y remitido a la prisión militar de Peña Hermosa, una lejana e inhóspita isla del Alto Paraguay.
Restituido al poder el partido liberal, el presidente Félix Paiva lo designó jefe de Policía de la capital y ministro del Interior.
En 1939, al asumir el general Estigarribia la presidencia de la nación, y pese a sus divergencias personales de antigua data, el coronel Bray fue nombrado embajador en España, Portugal y Chile. En Madrid, en plena época de exacerbado franquismo, escribió su conocido libro “La España del brazo en alto”.
Al constituirse el gobierno del general Higinio Morínigo, Arturo Bray se retiró de las actividades públicas en 1941, emigrando a la Argentina como muchos otros paraguayos de reconocido prestigio.

## Exilio y literatura
Durante la época de exiliado fue cuando se reveló el verdadero talento literario de Bray. Desde muy joven se había destacado por la calidad de sus escritos, de prosa pulida y claridad de conceptos.
Dos de sus obras, “Solano López. Soldado de la gloria y el infortunio” y “Hombres y épocas del Paraguay” son clásicos de la historiografía paraguaya.
Pudo volver al Paraguay en 1969, dedicándose por entero a las letras, en las que demostró real talento. Fue colaborador de revistas y periódicos argentinos; hizo traducciones del francés y del inglés para la Editorial Kraft y fue editorialista del diario “La Prensa” de Buenos Aires.
En el aspecto castrense volcó sus experiencias en un libro que pasó a ser de consulta obligada entre sus camaradas de armas. Se trata de “Militares y Civiles” en el que expuso el papel que correspondía a un ejército moderno.

## Obras
- La España del brazo en alto (1943)[3][4]
- Solano López. Soldado de la gloria y el infortunio (1945)[5]
- Hombres y épocas del Paraguay (1957)[6]
- Militares y Civiles (1958)[7]
- Armas y letras: Memorias (1981)[8][9]
- Primicia de sangre (1987)[10]

## Muerte y legado
El libro Armas y letras: (memorias), fue uno de sus legados y fue publicado en tres tomos después de su fallecimiento. Estuvo casado con Mariela Jacquet y no dejó descendencia. Falleció en Asunción el 2 de julio de 1974.

## Homenajes
En su honor fue nombrada la localidad de Coronel Arturo Bray (Kilómetro 134) del departamento de Presidente Hayes, ubicada en el km 131 de la ruta PY09 "Transchaco".
También una calle de la ciudad de Lambaré lleva su nombre en su homenaje.